# 鉄道敷設法別表第10号
鉄道敷設法別表第10号は、1922年（大正11年）4月11日に公布・施行された「鉄道敷設法」（大正11年法律第37号）別表に定められていた条文の一つ。

## 原文
岩手縣一戸ヨリ荒屋ニ至ル鐡道

## 現代風の表記
岩手県一戸より荒屋に至る鉄道

## 開業区間
なし

## 未開業区間
一戸駅～荒屋新町駅間。

## 鉄道先行バス路線
- 国鉄バス二戸本線（二戸～荒屋新町間）

2014年現在もジェイアールバス東北により運行中。ただし、浄法寺～荒屋新町間の一般路線バスは2008年3月限りで廃止されており、現在は高速バス（すーぱー湯～遊）のみの運行。同区間には二戸市と八幡平市による廃止代替バスが運行されている。